# Leonardo Oyola
Leonardo Oyola (Isidro Casanova, Buenos Aires, 9 de julio de 1973) es un escritor argentino.

## Biografía
Colaboró en la edición argentina de las revistas Rolling Stone y en Orsai, donde entregó bimestralmente el folletín CRUZ/DIABLO. Sus cuentos han sido seleccionados en varias antologías y medios gráficos de la Argentina, Uruguay, México, Colombia, Francia y España. Publicó las novelas Santería y Sacrificio para la colección Negro Absoluto dirigida por Juan Sasturain, además de Siete y el tigre harapiento (tercera mención del Premio Clarín 2004), Hacé que la noche venga (revelación 2008 en la Revista Ñ), Bolonqui, Gólgota (traducida al francés), Chamamé (Premio Dashiell Hammett ex aequo al mejor policial en la XXI Semana Negra de Gijón en 2008; también traducida al francés) y Kryptonita, elegido el mejor libro de 2011 en una votación organizada por la librería Eterna Cadencia, llevada al cine en 2015 por Nicanor Loreti vista por más de 1000 espectadores y derivó en la serie televisiva Nafta Súper de la que (además de ser creador junto a Loreti) fue guionista de los ocho capítulos de la primera temporada. Sus últimos libros a la fecha son la novela infantil Sopapo y los libros de relatos Sultanes del ritmo y Nunca corrí, siempre cobré.

## Obra

### Novelas
- 2005: Siete & el tigre harapiento
- 2007: Chamamé
- 2008: Hacé que la noche venga
- 2008: Gólgota
- 2010: Bolonqui
- 2010: Sacrificio
- 2011: Kryptonita
- 2014: Santería
- 2020: Ultra Tumba

### Cuentos
- 2017: Sultanes del ritmo
- 2017: Nunca corrí siempre cobré